# Friedrich Ludwig Klipstein
Friedrich Ludwig Klipstein (* 29. Juni 1799 in Darmstadt; † 30. Oktober 1862 in Gießen) war ein Richter und Politiker im Großherzogtum Hessen, Präsident des Hofgerichts Gießen und Abgeordneter der 1. und 2. Kammer der Landstände des Großherzogtums Hessen.

## Familie
Friedrich Ludwig Klipstein war der Sohn des Obersten Friedrich Leopold Klipstein (1752–1833) und dessen Frau Johanna, geborene Rayß (1759–1843). Friedrich Ludwig Klipstein, evangelisch, heiratete am 2. September 1826 in Habitzheim Sidonie geborene Camesasca (1806–1853), Tochter des fürstlich-löwensteinischen Oberamtsvorstehers, Justiz- und Rentamtmanns und Regierungsrates Franz Xaver Camesasca (* 4. Mai 1752; † 4. März 1822). Sein Schwager war Anton Camesasca.

## Ausbildung und Beruf
Klipstein studierte Rechtswissenschaften. Während seines Studiums wurde er als Mitglied des Gießener Germanenbundes (1816) Gießener Schwarzer sowie Mitglied der Ehrenspiegelburschenschaft.
Nach seinem Studium begann er 1822 als Assessor am Landgericht Umstadt, 1824 wechselte er in gleicher Funktion an das Landgericht Lorsch und 1826 an das Landgericht Zwingenberg. Dort nahm er kommissarisch die Stelle des Landrichters ein und wurde 1829 zum Landgerichtsrat ernannt.
1848 wurde er (erster) Direktor und 1857 Präsident des Hofgerichts Gießen, ein Amt, das er bis zu seinem Tod 1862 ausübte. Ebenfalls noch 1848 wurde er Mitglied der Kommission zur Revision des Forst- und Feldstrafwesens.

## Politik
In der 14. bis 16. Wahlperiode (1851–1862) war er Abgeordneter der zweiten Kammer der Landstände des Großherzogtums Hessen. In den Landständen vertrat er in der 14. Wahlperiode den Wahlbezirk Oberhessen 1/Gießen und danach den Wahlbezirk der Stadt Gießen. 1849 bis 1850 war er gewähltes Mitglied der ersten Kammer (Wahlkreis Bensheim und Zwingenberg) und dort zweiter Landtagspräsident. 1851 bis 1856 war er zweiter Präsident und 1859 Präsident des Landtags.